# Скатова
Ска́това (рос. Скатова) — присілок у складі Білозерського району Курганської області, Росія. Входить до складу Річкинської сільської ради.
Населення — 5 осіб (2010, 8 у 2002).